# Friedensplatz (Dessau)

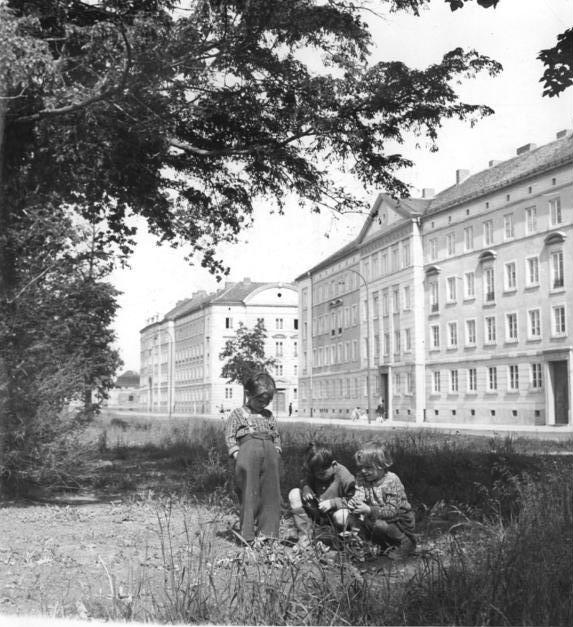
Friedensplatz 1955

Der Friedensplatz ist eine innerstädtische öffentliche Grünfläche in Dessau-Roßlau. Sie bildet das Umfeld des angrenzend westlich gelegenen Anhaltischen Theaters, dazwischen liegt die Fritz-Hesse-Straße.
Der Platz hieß während der Zeit des deutschen Kaiserreichs Kaiserplatz, wurde dann in Fritz-Hesse-Platz umbenannt und trägt seit 1992 den heutigen Namen.

## Frühere Skulpturen und Denkmäler
Am 25. April 1892 wurde auf dem damaligen Kaiserplatz ein Denkmal für Kaiser Wilhelm I. eingeweiht. Stifter des Denkmals war Baron Moritz von Cohn, der ehemalige Hofbankier des Kaisers. Die Statue des Kaisers wurde vom Berliner Bildhauer Tondeur gestaltet. Die Anlage ist in ihrem Grundriss als Gegenstück zu dem auf der anderen Straßenseite befindlichen Krieger-Denkmal errichtet. Mit Beginn der Bauarbeiten des neuen Dessauer Theaters im Jahr 1937 musste das Denkmal weichen. Da Cohn ein Jude war, wurde es auch nicht wieder aufgestellt.
Nach Errichtung des Bismarck-Steins vor dem Hauptbahnhof wurde 1893 ein zweiter, ganz ähnlicher Stein vom Kriegerverein Dessau in einen Moltke-Stein verwandelt und fand seinen Platz ganz in der Nähe unter einer Baumgruppe am Kaiserplatz. Über seinen Verbleib nach dem Zweiten Weltkrieg ist nichts bekannt.

## Heutige Figuren auf dem Friedensplatz

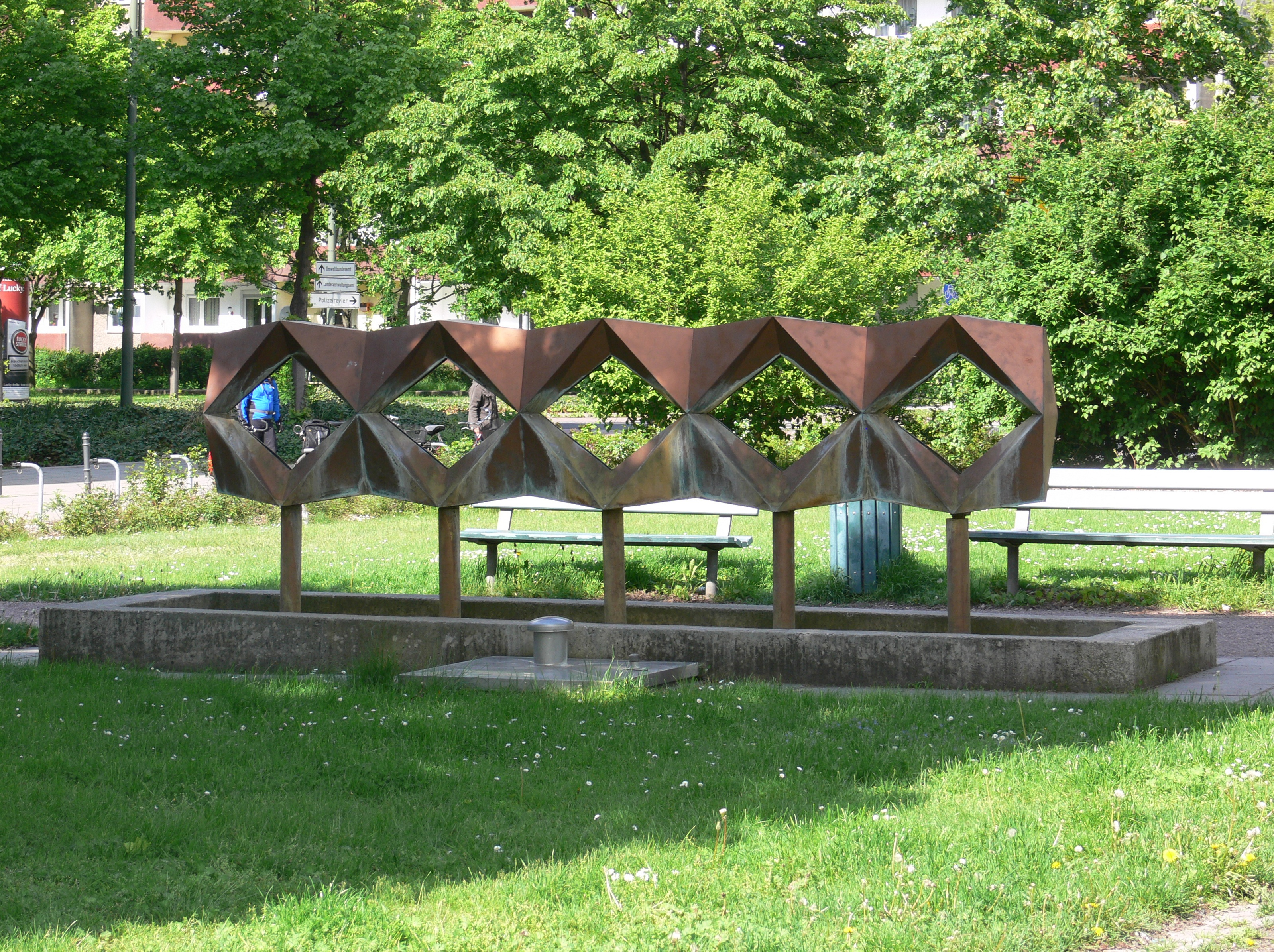
Skulptur auf dem Friedensplatz
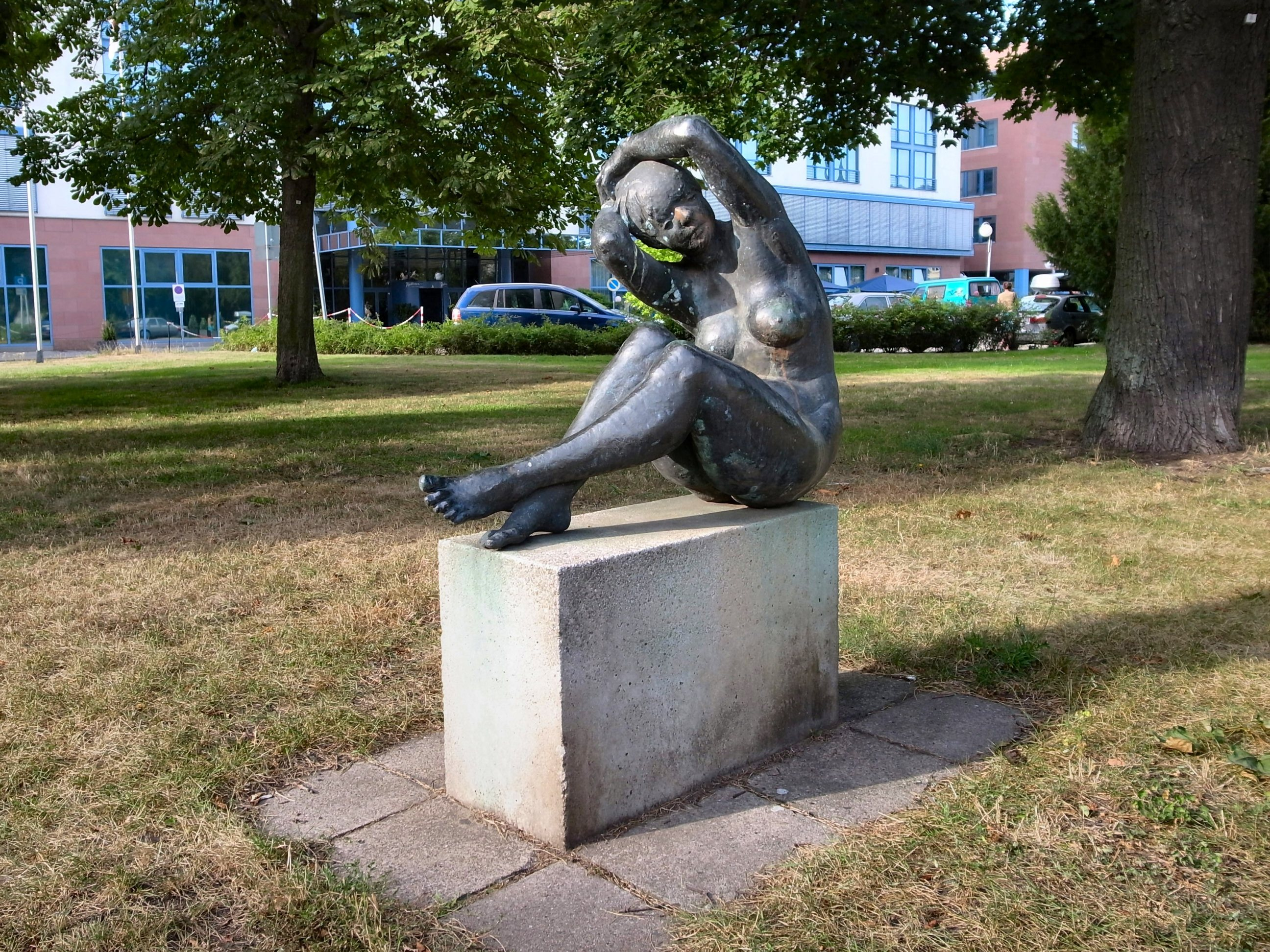
Skulptur „Die Sinnende“ von Horst Brühmann auf dem Friedensplatz
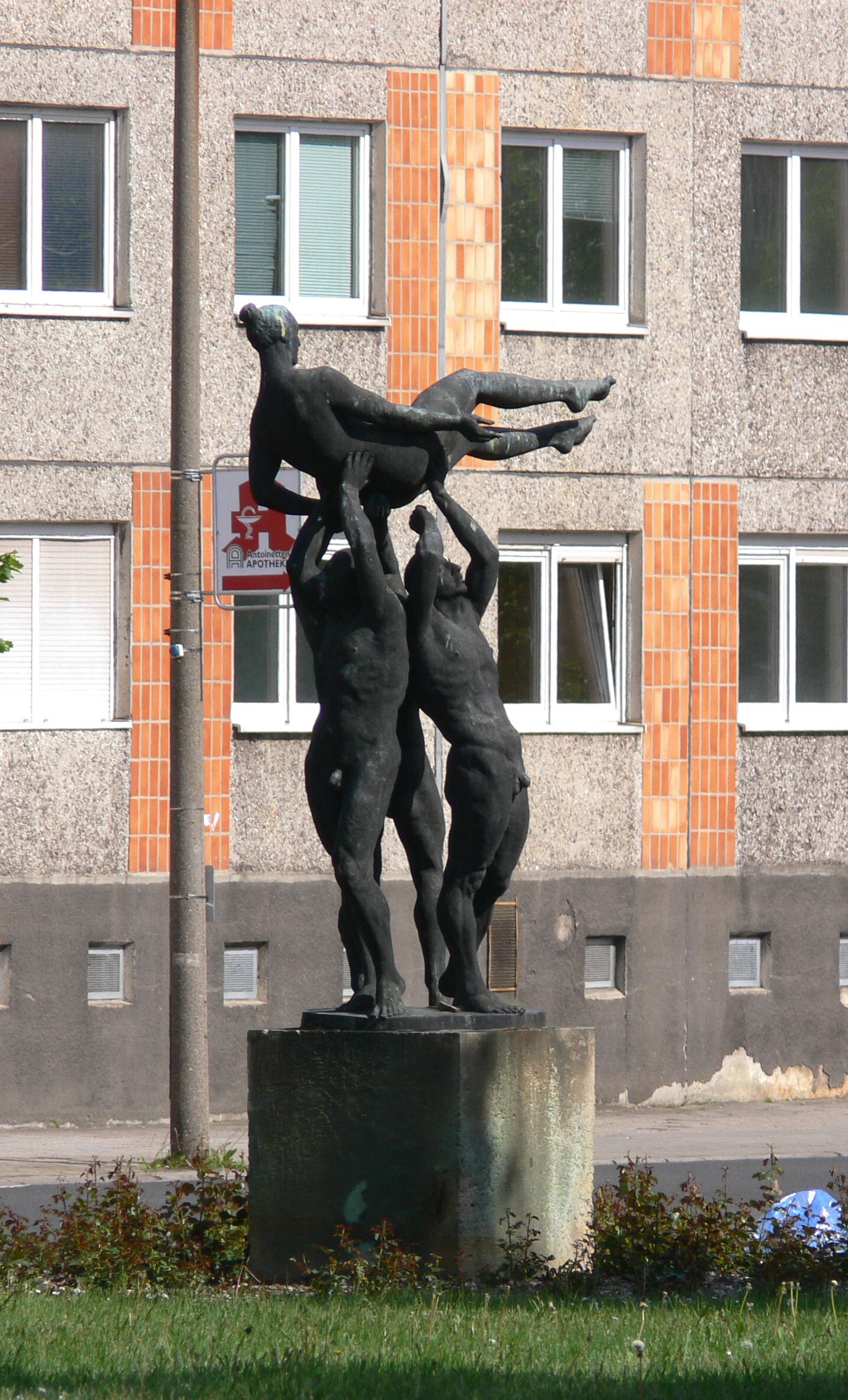
„Der Friede trägt das Leben“ von Bernd Göbel
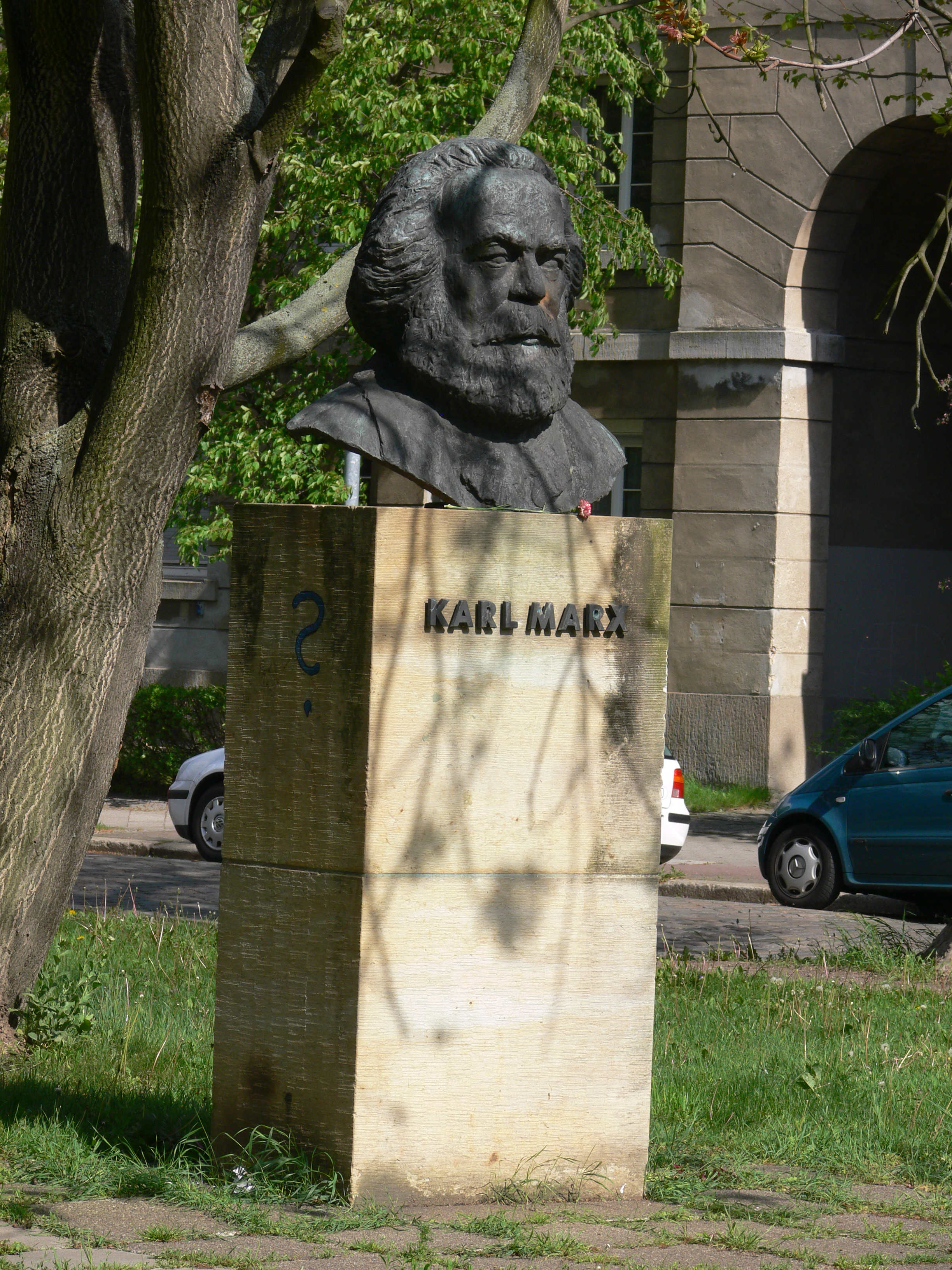
Marx-Büste von 1984

Die „Bärengruppe“ stammt von Walter Kieser.